# Tanystylum occidentalis
Tanystylum occidentalis is een zeespin uit de familie Ammotheidae. De soort behoort tot het geslacht Tanystylum. Tanystylum occidentalis werd in 1904 voor het eerst wetenschappelijk beschreven door Cole. 